# اتفاقية الزراعة
اتفاقية الزراعة هي معاهدة دولية لمنظمة التجارة العالمية. تم التفاوض عليها أثناء جولة أوروغواي من الجات ودخلت حيز التنفيذ في 1 يناير 1995.

## تاريخ الاتفاقية

### الفكرة الأصلية
فكرة استبدال دعم الأسعار الزراعية مع المدفوعات المباشرة للمزارعين تعود إلى أواخر عقد 1950 عندما تم تأسيس فريق من الخبراء برئاسة البروفيسور غوتفريد هابرلر في الدورة الثانية عشرة للأطراف المتعاقدة في الغات لدراسة تأثير الحمائية الزراعية وأسعار السلع المتقلبة وفشل عائدات التصدير لمواكبة الطلب على الواردات في البلدان النامية. أكد تقرير هابرلر 1958 أهمية التقليل من تأثير الدعم الزراعي على القدرة التنافسية وأوصت باستبدال دعم الأسعار عن طريق دفعات تكميلية مباشرة لا ترتبط بالإنتاج توقع المناقشة على دعم الصندوق الأخضر. مؤخرا فقط على الرغم من هذا التحول في دعم الأسعار لدعم المنتجين تصبح نواة لإصلاح النظام الزراعي العالمي.

### السياق التاريخي
من قبل عقد 1980 كانت المدفوعات الحكومية للمنتجين الزراعيين في البلدان الصناعية تسبب فوائض المحاصيل الكبيرة التي يتم تفريغها في السوق العالمية عن طريق دعم الصادرات مما دفع أسعار الغذاء إلى أسفل. العبء المالي للتدابير الوقائية ارتفع بسبب الإيصالات الأقل من رسوم الاستيراد والإنفاق المحلي العالي. في هذه الأثناء كان الاقتصاد العالمي يدخل دوامة من الركود وتصور أن فتح الأسواق يمكن أن تحسن الظروف الاقتصادية أدى إلى دعوات لجولة جديدة من المفاوضات التجارية المتعددة الأطراف. الجولة ستفتح الأسواق في الخدمات وسلع تكنولوجية عالية وتحقيق مكاسب في الكفاءة في نهاية المطاف لتوليد الحاجة إليها.
قبل المؤتمر الوزاري للجات عام 1986 وضعت مجموعة مزرعة البلد التي استفادت من السياسات الحمائية قاومت بشدة أي حل وسط معين على الزراعة. في هذا السياق اقترحت فكرة إعفاء الإنتاج والدعم «للتجارة محايدة» من التزامات منظمة التجارة العالمية لأول مرة من قبل الولايات المتحدة في عام 1987 وردد بعد فترة وجيزة من قبل الاتحاد الأوروبي. بضمان المزارعين استمرر دعمهم وساهم أيضا في تحييد المعارضة لهذه الجولة. في مقابل جلب الزراعة ضمن التخصصات في منظمة التجارة العالمية والالتزام بالحد في المستقبل من الدعم المشوه للتجارة فإن الدول المتقدمة ستسمح للاحتفاظ بالإعانات التي لا تسبب «المزيد عن الحد الأدنى من التشويه للتجارة» من أجل تقديم مختلف أهداف السياسة العامة.

## ثلاثة أركان
اتفاقية الزراعة تتكون من ثلاثة مفاهيم مركزية أو ركائز وهي: الدعم المحلي والوصول إلى الأسواق ودعم الصادرات.

### الدعم المحلي: المربعات
الركيزة الأولى للاتفاقية هي «الدعم المحلي». يتضمن اتفاق منظمة التجارة العالمية بشأن الزراعة التفاوض في جولة أوروغواي (1986-1994) تصنيف الدعم إلى «صناديق» اعتمادا على آثارها على الإنتاج والتجارة: العنبر (مرتبط بشكل مباشر إلى مستويات الإنتاج) و (برامج الحد من الإنتاج الزرقاء التي لا تزال تشوه التجارة) والأخضر (لا يسبب أكثر من الحد الأدنى من التشويه للتجارة أو الإنتاج). بينما كانت المدفوعات في الصندوق الأصفر تنخفض فإن تلك التي في الصندوق الأخضر كانت معفاة من التزامات التخفيض. وضعت قواعد تفصيلية لمدفوعات الصندوق الأخضر في الملحق 2 من الاتفاقية. ومع ذلك فإن كل شيء يجب أن يتوافق مع «الشرط الأساسي» في الفقرة 1 لعدم الزيادة عن الحد الأدنى من التشويه للتجارة أو الإنتاج ويجب أن تقدم من خلال برنامج ممول من الحكومة التي لا تنطوي على تحويلات من المستهلكين أو دعم الأسعار للمنتجين.
يسمح نظام الدعم المحلي للاتفاقية في الوقت الراهن أوروبا والولايات المتحدة الأمريكية لقضاء 380 مليار دولار أمريكي سنويا على الإعانات الزراعية وحدها. «إنه في كثير من الأحيان لا يزال بحاجة إلى الدعم لحماية صغار المزارعين ولكن وفقا للبنك الدولي فإن أكثر من نصف دعم الاتحاد الأوروبي يذهب إلى 1٪ من المنتجين بينما في الولايات المتحدة 70٪ من الدعم يذهب إلى 10٪ من المنتجين وذلك على أساس مشاريع الأعمال الزراعية». تأثير هذا الدعم هو لإغراق الأسواق العالمية بسلع بأقل من سعر التكلفة لإضعاف البلدان الفقيرة وهي ممارسة تعرف باسم الإغراق.

### الوصول إلى الأسواق
«الوصول إلى الأسواق» هي الركيزة الثانية للاتفاقية وتشير إلى تخفيض الرسوم الجمركية أو غير الجمركية على الحواجز أمام التجارة من قبل الدول الأعضاء في منظمة التجارة العالمية. التخفيضات الزراعية المطلوبة عام 1995:
- متوسط تخفيض 36٪ من البلدان المتقدمة مع تخفيض الحد الأدنى لكل خط بنسبة 15٪ على مدى ست سنوات.
- متوسط تخفيض 24٪ في البلدان النامية مع تخفيض الحد الأدنى لكل خط بنسبة 10٪ أكثر من عشر سنوات.

تم إعفاء البلدان الأقل نموا من التخفيضات الجمركية ولكن إما أن تتحول الحواجز غير الجمركية إلى تعريفات وهذه العملية تسمى التعرفة أو ربط تعريفاتها وخلق سقف لا يمكن زيادته في المستقبل.

### دعم الصادرات
«دعم الصادرات» هي الركيزة الثالثة من الاتفاقية. تطلب اتفاقية 1995 من الدول المتقدمة خفض دعم الصادرات بنسبة 36٪ على الأقل من حيث القيمة أو بنسبة 21٪ على الأقل من حيث الحجم على مدى ست سنوات. في حالة البلدان النامية فإن التخفيضات المطلوبة هي 14٪ من حيث الحجم و 24٪ من حيث القيمة أكثر من 10 عاما.

## الانتقادات
انتقدت اتفاقية الزراعة من قبل منظمات المجتمع المدني للحد من الحمايات الجمركية لصغار المزارعين المصدر الرئيسي للدخل بالنسبة للبلدان النامية. وفي الوقت نفسه سمحت الاتفاقية للدول الغنية مواصلة دفع مزارعيها لإعانات ضخمة لا تستطيع عليها البلدان النامية.
انتقدت اتفاقية الزراعة من قبل المنظمات غير الحكومية لتصنيف الدعم إلى الدعم المشوه للتجارة المحلية (مربع العنبر) التي يجب أن يتم تخفيضها والإعانات غير التجارية المشوهة (مربعات زرقاء وخضراء) مما جعل التخصصات تهرب وبالتالي يمكن زيادتها. كما أن المصدرين الزراعيين الكفء ضغطوا على أعضاء منظمة التجارة العالمية للحد من دعمهم للصندوق الأزرق والصندوق الأصفر والمشوهة للتجارة وزيادة الإنفاق على المربع الأخضر وهم البلدان المتقدمة الذي من المتوقع على نطاق واسع وجود اتجاه للمتابعة. كتاب من المركز الدولي للتجارة والتنمية المستدامة يبين كيف يفعل مربع الدعم الأخضر في تشويه حقيقة التجارة والتأثير على المزارعين في البلدان النامية ويمكن أيضا أن تضر بالبيئة. في حين أن بعض أنواع مدفوعات الصندوق الأخضر ربما يكون لها تأثير بسيط على الإنتاج والتجارة فإن البعض الآخر يكون لها تأثير كبير. وفقا لآخر التقارير الرسمية للبلدان إلى منظمة التجارة العالمية فقد قدمت الولايات المتحدة 76 مليار دولار مدفوعات الصندوق الأخضر في عام 2007 أكثر من تسعة أعشار إنفاقها الكلي في حين أبلغت دفع الاتحاد الأوروبي 91 مليار دولار في عام 2005 أو حوالي نصف الدعم الذي قدمته الكتلة. في حالة الاتحاد الأوروبي فإن حصة كبيرة ومتنامية من إنفاق المربع الأخضر على دعم الدخل المنفصل والذي يظهره الكتاب يمكن أن يكون له تأثير كبير خاصة على الإنتاج والتجارة.
يذكر أن شبكة العالم الثالث صرحت بالتالي: «سمح ذلك للدول الغنية للحفاظ على أو زيادة المعونات العالية جدا عن طريق التحول من نوع واحد من الدعم إلى آخر مثل خدعة الساحر. وهذا هو السبب بعد جولة أوروغواي أن يذهب المبلغ الإجمالي للدعم في دول منظمة التعاون الاقتصادي يصل بدلا من الذهاب إلى أسفل على الرغم من الوعد الواضح أنه سيتم تخفيض الإعانات الشمالية». وعلاوة على ذلك يقول مارتن خور أن إعانات الصندوق الأخضر والأزرق يمكن أن يكون تماما مشوه للتجارة باسم «حماية غير مقنعة أفضل ولكن النتيجة هي نفسها».
في اجتماع منظمة التجارة العالمية في هونغ كونغ في عام 2005 وافقت الدول للقضاء على دعم الصادرات والمدفوعات تعادل بحلول عام 2013. ومع ذلك فقد ذكرت منظمة أوكسفام أن دعم الصادرات في الاتحاد الأوروبي تمثل 3.5٪ فقط من دعمها الزراعي بشكل عام. في الولايات المتحدة تم الإعلان عن دعم الصادرات بالنسبة للقطن إلى إزالته ولكن هذا يمثل 10٪ من الإنفاق العام الذي «لا يعالج القضية الجوهرية وهي المدفوعات المحلية التي ثبت تشويهها للتجارة وتسهيل الإغراق».

## آليات للبلدان النامية
خلال مفاوضات الدوحة حاربت البلدان النامية لحماية مصالحهم وشعوبهم والخوف على المنافسة في السوق العالمية مع الاقتصادات المتقدمة القوية والمصدرة. الكثير منهم لا يزال لديهم الكثير من سكان الريف ويتألفون من صغار المزارعين وفقراء من ناحية الموارد مع بنية تحتية محدودة وقلة في بدائل التوظيف. وهكذا فإن هذه البلدان تهتم بالسكان الريفيين المحليين العاملين في القطاعات المنافسة للواردات الذين قد يتأثرون سلبا بالمزيد من تحرير التجارة ويصبحون عرضة بشكل متزايد لعدم استقرار السوق والزيادة الحادة في الواردات من خلال إزالة الحواجز الجمركية. اقترحت عدة آليات من أجل الحفاظ على تلك البلدان ومنها: آلية الضمانات الخاصة وآلية العلاج من المنتجات الخاصة.

### آلية الحماية الخاصة
من شأنها أن تكون آلية وقائية خاصة تتيح للبلدان النامية بفرض رسوم وقائية إضافية في حالة حدوث زيادة غير طبيعية في الواردات أو دخول الواردات الرخيصة على نحو غير عادي. قد تنشأ مناظرات حول هذا السؤال وبعض الأطراف المتفاوضة تدعي أن الآلية يمكن أن تستخدم مرارا وتكرارا والاحتجاج بشكل مفرط وتشويه التدفق الطبيعي للتجارة في هذه العملية. بدوره جادلت الكتلة المفاوضات مجموعة 33 من البلدان النامية التي كانت المؤيد الرئيسي للآلية التي تعتبر انتهاكات التعريفات المربوطة لا ينبغي استبعاده إذا كانت الآلية هي الوسيلة الفعالة المنصفة. دراسة تحاكي عواقب الآلية على التجارة العالمية لكل من البلدان المتقدمة والبلدان النامية.

### منتجات خاصة
في المؤتمر الوزاري لمنظمة التجارة العالمية 2005 في هونغ كونغ وافق الأعضاء على أن «البلدان النامية الأعضاء سيكون لها المرونة في تقرير المصير وتعيين العدد المناسب من بنود التعريفة الجمركية للمنتجات الخاصة كما تسترشد المؤشرات القائمة على معايير الأمن الغذائي والأمن المعيشي والتنمية الريفية».